# Tramwaje w Tuluzie

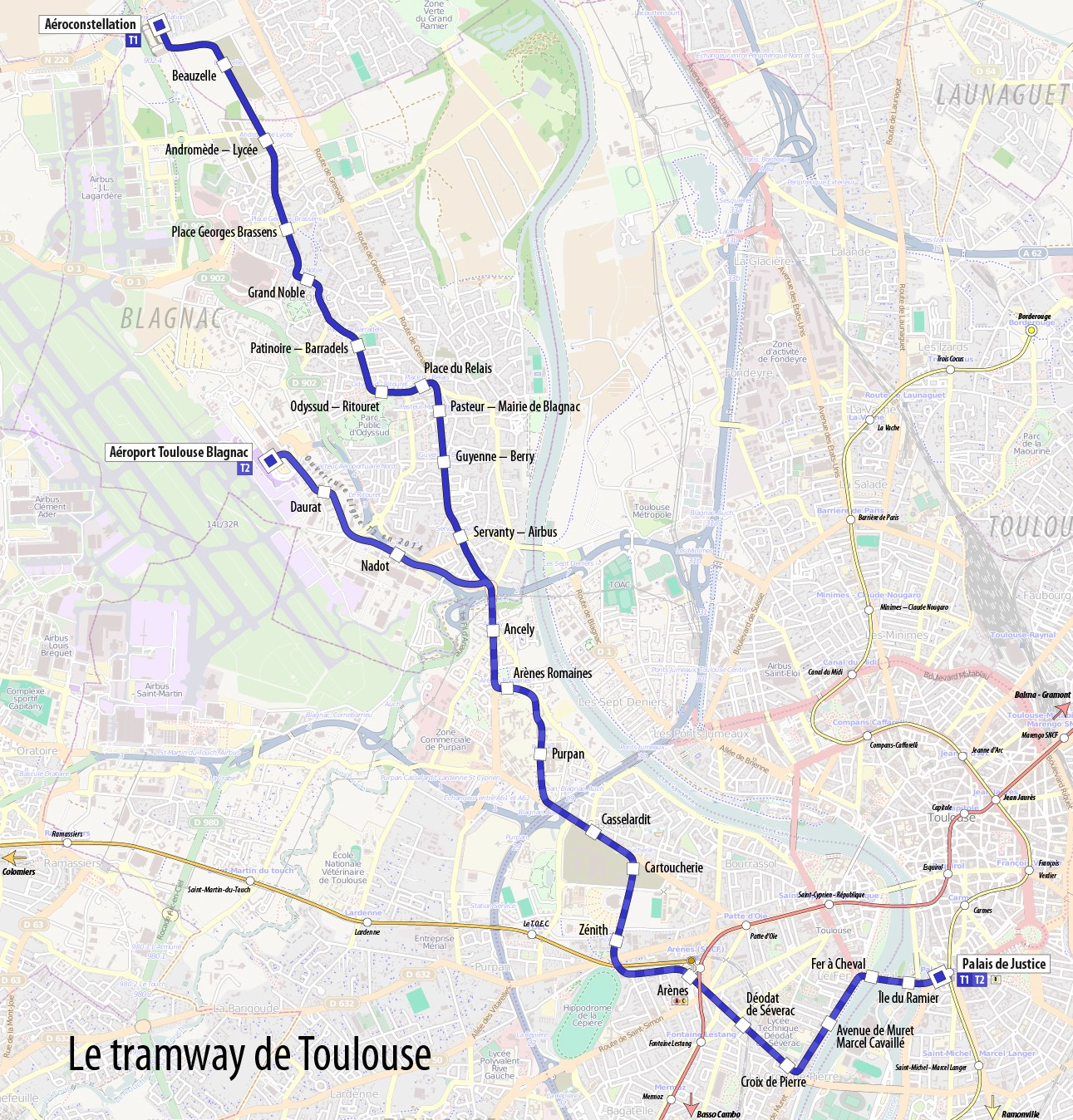
Mapa sieci tramwajowej w Tuluzie

Tramwaje w Tuluzie – system komunikacji tramwajowej działający we francuskim mieście Tuluza.

## Historia

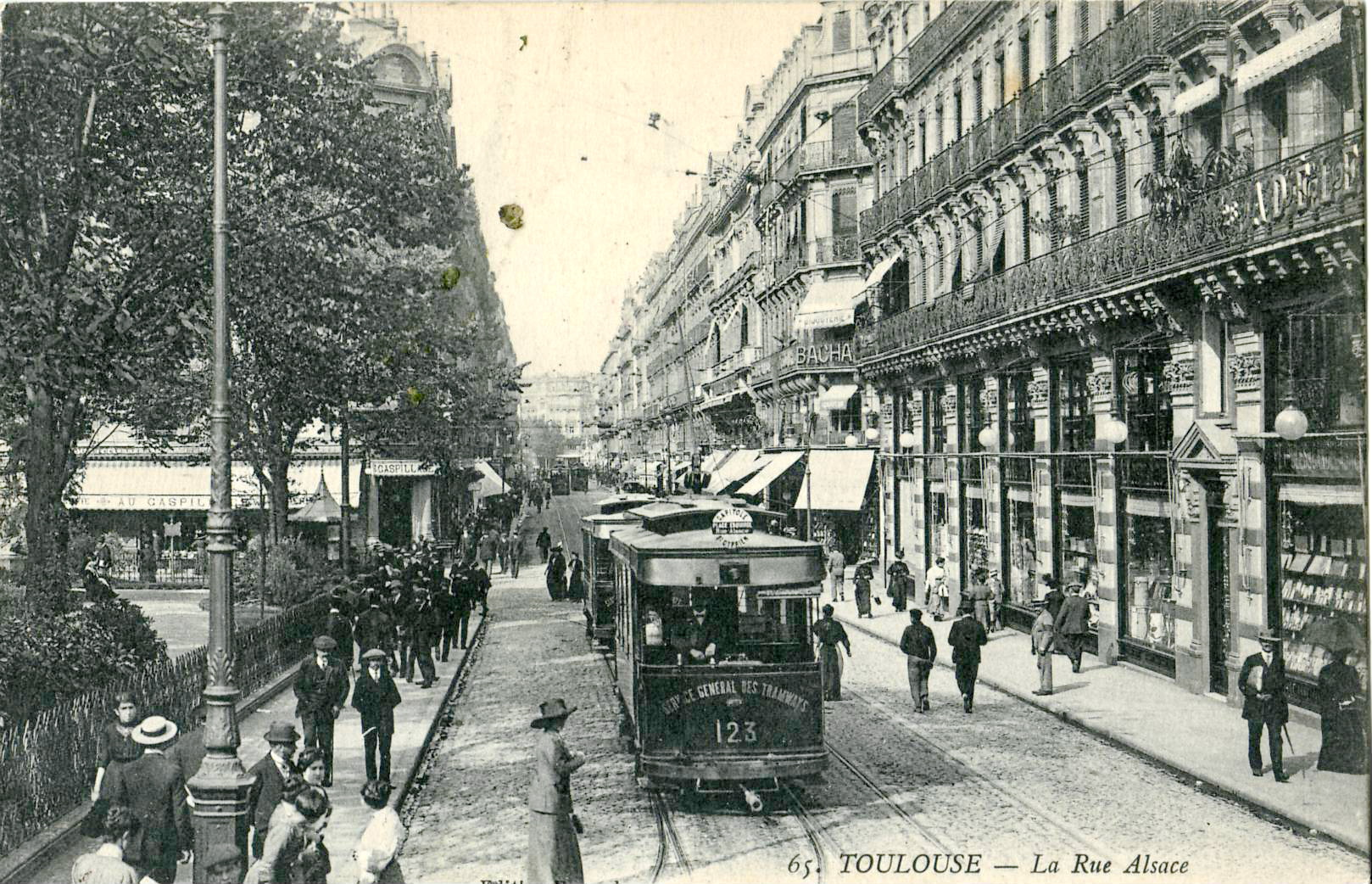
Tramwaj elektryczny w Tuluzie, 1919

Pierwsze tramwaje na ulice Tuluzy wyjechały w 1887 i były to tramwaje konne. W następnych latach sieć tramwajową rozbudowywano, a w 1906 uruchomiono tramwaje elektryczne. Po zelektryfikowaniu sieci kontynuowano rozbudowę systemu, która trwała do lat 40. XX wieku. W 1948 planowano zastąpić tramwaje trolejbusami, lecz pomysłu tego nie zrealizowano. Ostatecznie tramwaje zlikwidowano w 1957. Do tramwajów powrócono w XXI wieku.

## Współczesna sieć tramwajowa

### Linia T1
Latem 2007 roku rozpoczęto budowę 10,9 km linii tramwajowej, która ma 18 przystanków. Siedem przystanków znajduje się w granicach miasta Tuluza i łączyło węzeł komunikacyjny Arènes z miejscowością Beauzelle. W Arènes linia tramwajowa styka się z linią metra A, linią kolei podmiejskiej „C” oraz stacją kolejową pociągów obsługiwanych przez TER Midi-Pyrénées. Otwarcie linii T1 nastąpiło 11 grudnia 2010 roku i początkowo oznaczono ją literą E. Liczba pasażerów korzystających z linii wykazuje wysoką dynamikę, w 2011 roku skorzystało z niej 4 152 806 pasażerów, rok później było to ponad 5,110 mln (około 14 tys. dziennie), mimo tego jest to liczba poniżej oczekiwań.
Już w 2009 roku ogłoszono konsultacje społeczne dotyczące przedłużenia linii T1 na południe, odcinek ten ma 4 km i jest nazywany „G” od nazwy rzeki Garonne, którą przecina. Początkowo planowano przystanek końcowy zlokalizować przy parku Grand Rond, ale po weryfikacji linia dociera do stacji metra Palais-de-Justice. Nowy odcinek oddano do użytku 17 października 2013, a już dwa miesiące później rozpoczęto prace projektowe nad przedłużeniem tej linii do centrum miasta.

### Linia T2
Prace projektowe nad budową odgałęzienia linii tramwajowej do lotniska zakończono w 2013. Nowy odcinek oznaczany jako „E” oddano do użytku 11 kwietnia 2015, łączy on przystanek Ancely z portem lotniczym Tuluza-Blagnac i ma długość 2,4 km.

## Tabor
Do obsługi linii zakupiono 18 tramwajów Alstom Citadis 302, ale w związku z decyzją o budowie linii G zwiększono zamówienie do 24 tramwajów. Tramwaje są pięcioczłonowe, dwukierunkowe, całkowicie niskopodłogowe.